# حیات وحش فیلیپین

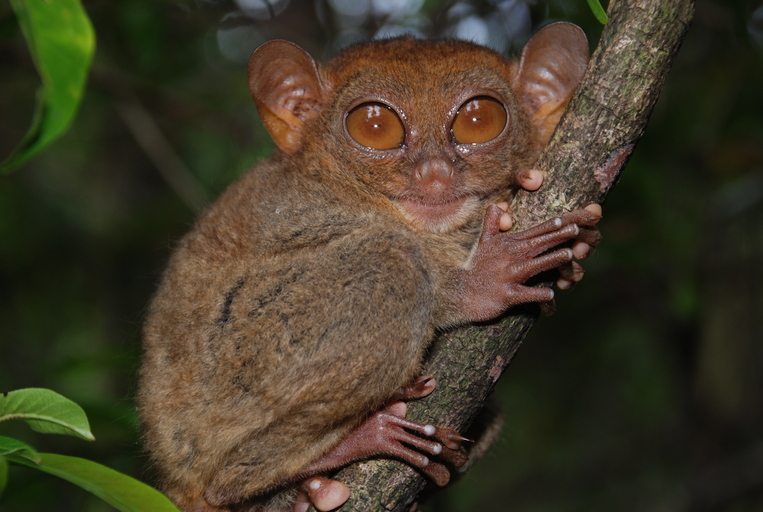
میمون شبگرد فیلیپینی بومی جنوب فیلیپین است.

حیات‌وحش فیلیپین شامل تعداد زیادی از گونه‌های بومی از گیاهان و جانوران است. آب‌های اطراف این کشور بر اساس گزارش‌ها، بالاترین میزان تنوع زیستی دریایی در جهان را دارند. فیلیپین یکی از کشورهای دارای تنوع زیستی کلان است و به‌عنوان یکی از کانون‌های داغ تنوع زیستی جهانی شناخته می‌شود. در سال ۲۰۱۳، ۷۰۰ گونه از ۵۲٬۱۷۷ گونه موجود در این کشور به‌عنوان گونه‌های در معرض خطر فهرست شدند.
فیلیپین یکی از بالاترین نرخ‌های کشف گونه‌های جدید را در جهان دارد، به‌طوری‌که در ده سال گذشته ۱۶ گونه جدید پستاندار کشف شده است. به همین دلیل، میزان بوم‌زادی در فیلیپین افزایش یافته و احتمالاً همچنان افزایش خواهد یافت.
برخی از کوچک‌ترین و بزرگ‌ترین جانوران و گیاهان در فیلیپین یافت می‌شوند. این شامل کوچک‌ترین نخستی‌سان (شبگردان هندی)، بزرگ‌ترین پروانه (شاپرک اطلس یا mariposa به زبان تاگالوگ)، کوچک‌ترین گوزن (گوزن‌موش فیلیپینی یا pilandok)، کوچک‌ترین ماهی (گوبی فیلیپینی)، و بزرگ‌ترین ماهی (کوسه نهنگی) است.

## پرندگان

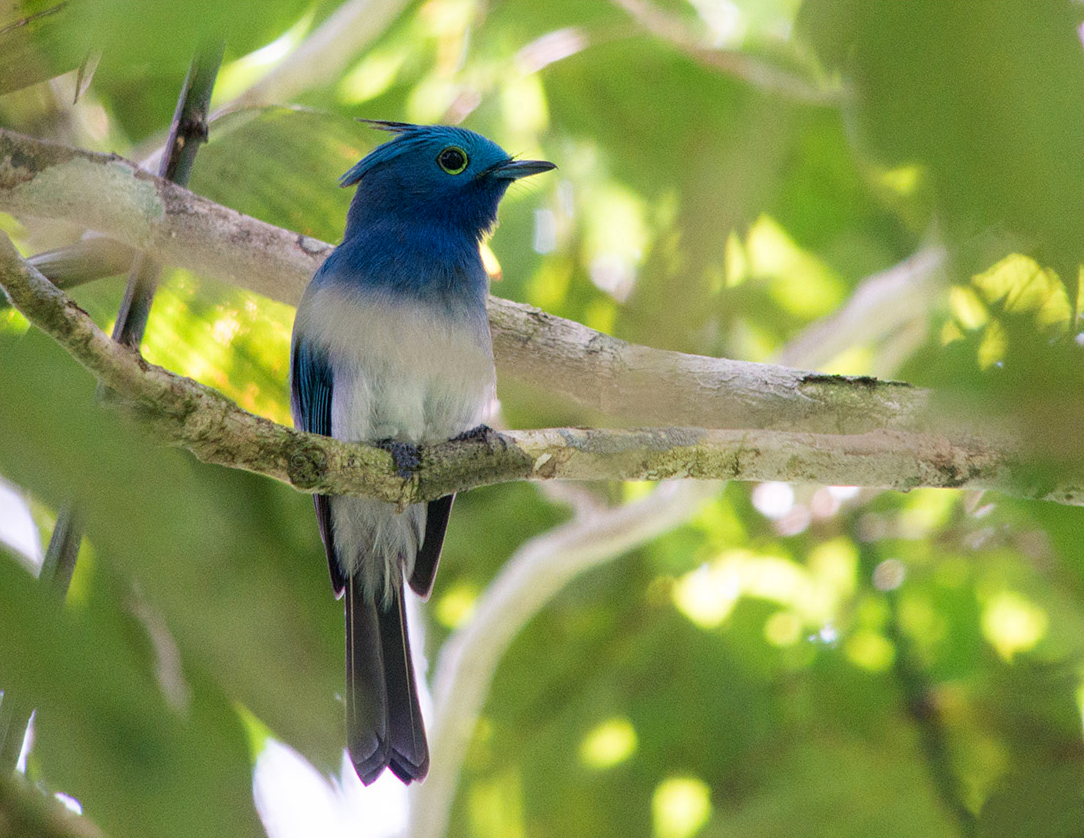
شهریارک آسمانی تنها در فیلیپین یافت می‌شود و به دلیل تخریب زیستگاه در خطر قرار دارد.

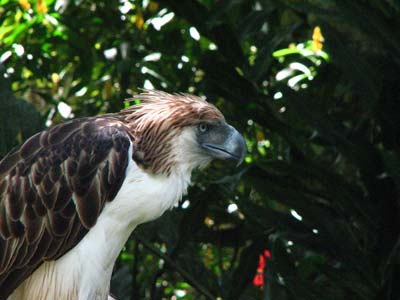
عقاب فیلیپینی در داوائو سیتی.

در فیلیپین ۷۱۴ گونه پرنده وجود دارد که ۲۴۳ گونه آن بوم‌زاد، سه گونه توسط انسان معرفی شده و ۵۲ گونه نادر یا به‌طور تصادفی مشاهده شده‌اند. فیلیپین پس از استرالیا و اندونزی، سومین کشور از نظر تعداد پرندگان بوم‌زاد است. ۶۷ گونه در معرض تهدید جهانی هستند، از جمله نوک‌شاخ حنایی و عقاب فیلیپینی که در خطر انقراض شدید قرار دارد و پرنده ملی فیلیپین است.
بر اساس برنامه EDGE of Existence انجمن جانورشناسی لندن، فیلیپین بالاترین میزان بوم‌زادی پرندگان در جهان را دارد.

## دوزیستان و خزندگان
فیلیپین بیش از ۱۱۱ گونه دوزیست و ۲۷۰ گونه خزنده دارد که به‌ترتیب ۸۰٪ و ۷۰٪ از آنها بوم‌زاد هستند. از ۱۱۴ گونه مار، تصور می‌شود که تنها ۱۴ گونه سمی باشند.
فیلیپین همچنین ۵۰ تا ۶۰ گونه بوم‌زاد از قورباغه‌های چروکیده دارد که متنوع‌ترین سرده دوزیستان در این مجمع‌الجزایر است.
تمساح آب شیرین بومی فیلیپین، تمساح فیلیپین، در معرض انقراض شدید قرار دارد و به‌عنوان تهدیدشده‌ترین کروکودیل جهان شناخته می‌شود. در سال ۱۹۸۲، جمعیت‌های وحشی آن بین ۵۰۰ تا ۱۰۰۰ تخمین زده شد؛ اما تا سال ۱۹۹۵ تنها ۱۰۰ تمساح در طبیعت باقی مانده بودند. کشف اخیر جمعیتی از این گونه در کوه‌های سیرا مادره جزیره لوزون امید تازه‌ای برای حفاظت از آن ایجاد کرده است. پروژه‌های متعددی برای نجات این تمساح‌ها در حال اجراست، از جمله پروژه بازسازی و حفاظت از کروکودیل‌ها (CROC) توسط بنیاد مابوایا.

## جانوران دریایی
در میان آب‌های اطراف ۷۱۰۷ جزیره فیلیپین، تنوع عظیمی از جانوران دریایی یافت می‌شود. کوسه‌نهنگ، بزرگ‌ترین ماهی جهان، در استان سورسوگون یافت می‌شود. گوبی فیلیپینی، یکی از کوچک‌ترین و سبک‌ترین ماهی‌های آب شیرین جهان با اندازه ۹ تا ۱۱ میلی‌متر، تقریباً به اندازه یک دانه برنج است.
انواع دیگری از ماهی‌ها، شامل تیلاپیا، صدف دوکفه‌ای غول‌پیکر، و خورشیدماهی اقیانوسی نیز در این کشور وجود دارند.

## ماهی‌های آب شیرین
فیلیپین حدود ۳۳۰ گونه ماهی آب شیرین دارد، از جمله ۹ سرده و بیش از ۶۵ گونه بوم‌زادی که بسیاری از آن‌ها محدود به دریاچه‌های خاص هستند. به‌عنوان مثال، ساردین آب شیرین تنها در دریاچه تال یافت می‌شود. متأسفانه، در دریاچه لانائو واقع در میندانائو، تقریباً تمامی گونه‌های بوم‌زادی ماهیان به دلیل معرفی گونه‌های غیربومی نظیر تیلاپیا برای توسعه صنعت شیلات منقرض شده‌اند.

## حشرات و بی‌مهرگان دیگر

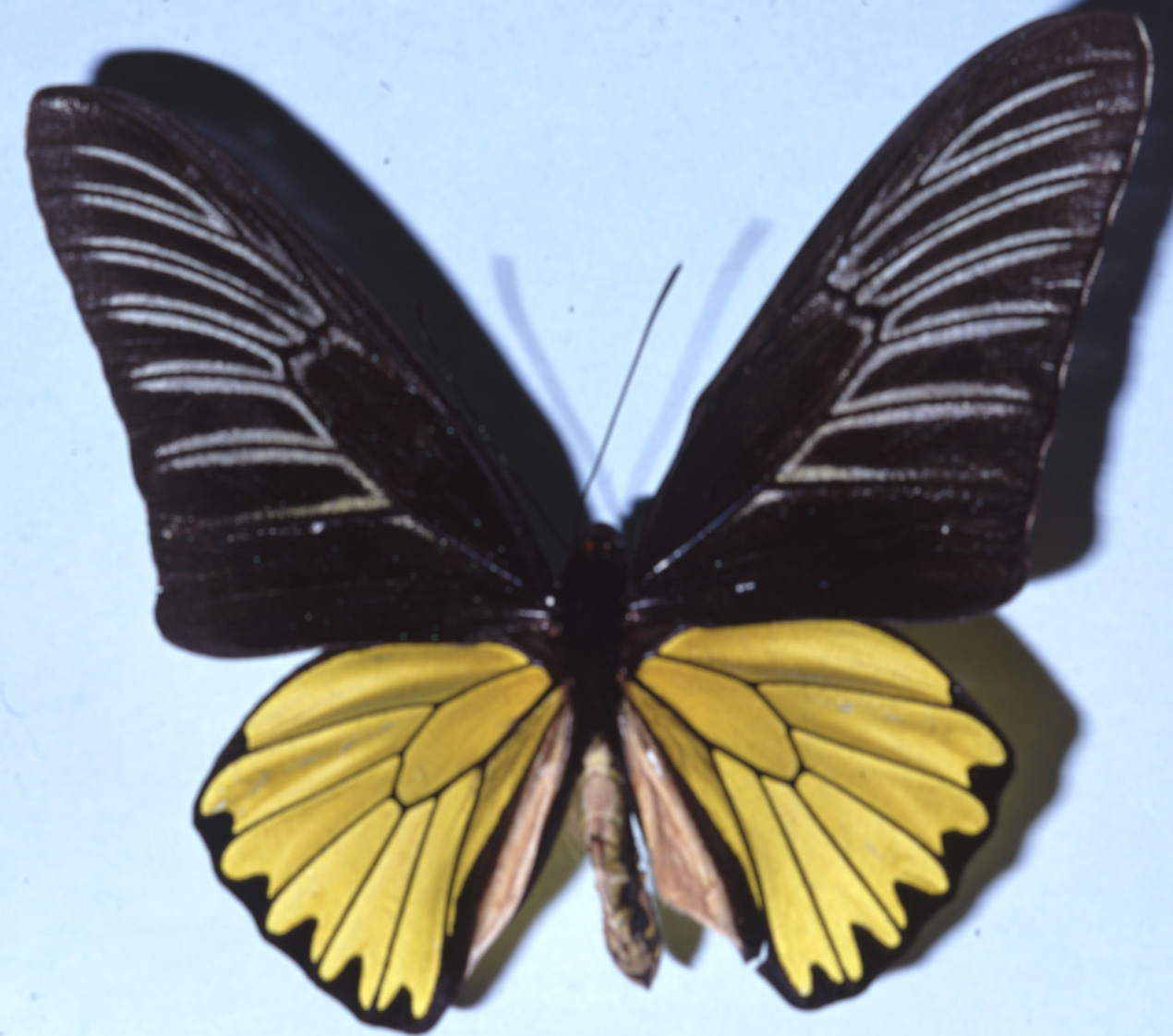
بال‌پرنده‌ای مگلان، پروانه بومی فیلیپین

حدود ۷۰٪ از ۲۱۰۰۰ گونه ثبت‌شده حشرات در فیلیپین فقط در این کشور یافت می‌شوند. از ۹۱۵ گونه پروانه شناسایی‌شده، حدود یک‌سوم بوم‌زادی هستند.
شاپرک اطلس، بزرگ‌ترین شب‌پره جهان، و بال‌پرنده‌ای مگلان، یکی از بزرگ‌ترین پروانه‌ها، نیز در فیلیپین یافت می‌شوند.

## گیاهان
گیاهان فیلیپین شامل گونه‌های فراوان و متنوعی هستند که در بسیاری از زیستگاه‌ها، از جمله جنگل‌های بارانی گرمسیری، یافت می‌شوند. بسیاری از آن‌ها بومی این کشور هستند و به‌عنوان بخش مهمی از زیست‌بوم آن شناخته می‌شوند.